# TfL Rail
TfL Rail — колишня франшиза, яка керувала приміськими послугами на двох окремих залізничних лініях в Лондоні, Англія та його околицях, поки тривав проект будівництва Crossrail, що з'єднав ці лінії. 
24 травня 2022 року, після відкриття центральної секції Crossrail, компанія TfL Rail була перейменована на Elizabeth line, і ця назва була припинена.

У травні 2015 року компанії TfL Rail було передано контроль над лінію Abellio Greater Anglia між станціями Ліверпуль-стріт, та Шенфілд, у складі 14 станцій Great Eastern Main Line з пересадкою у Шенфілді на потяги середнього та далекого сполучення за межі Східної Англії. 
У травні 2018 року послуги "Хітроу-Коннект" (між Паддінгтоном та аеропортом) та "Хітроу-Експрес" (від Хітроу-Центральне до терміналу 4) перейшли під оруду TfL Rail. Цей маршрут має дев'ять станцій. 
Є під орудою Transport for London (TfL) та MTR Corporation і є частиною майбутньої магістралі Crossrail що прямуватиме з Шенфілда до Аеропорту Хітроу та Редінга.
За період з травня 2016 року по травень 2017 року TfL Rail перевезла понад 47 млн. пасажирів

## Маршрут
Східна дільниця  (Шенфілд) TfL Rail прямує 32,5 км Great Eastern Main Line між станціями Ліверпуль-стріт та Шенфілд. За проектом лінія Crossrail має прямувати саме цим маршрутом, за винятком дистанції між Ліверпуль-стріт та Стратфордом, де потяги прямуватимуть новими підземними тунелями для підключення до центральної дистанції маршруту.
Західна дільниця   (Хітроу) прямує 26,5 км Great Eastern Main Line і тунелем Хітроу між Падінгтоном і Хітроу.
Станції, які обслуговуються або керуються TfL Rail:
| Станція              | Зона | Місцева влада       | Пересадки                                                                              | Оператор         |
| -------------------- | ---- | ------------------- | -------------------------------------------------------------------------------------- | ---------------- |
| Аббі-вуд             | 4    | Роял-Гринвіч        | National Rail                                                                          | TfL Rail         |
| Ліверпуль-стріт      | 1    | Лондонське Сіті     | National Rail · Лондонський метрополітен · London Overground                           | Network Rail     |
| Стратфорд            | 2/3  | Ньюем               | National Rail · Лондонський метрополітен · London Overground · Docklands Light Railway | TfL Rail         |
| Меріленд             | 3    | Ньюем               |                                                                                        | TfL Rail         |
| Форест-Гейт          | 3    | Ньюем               |                                                                                        | TfL Rail         |
| Манор-парк           | 3/4  | Ньюем               |                                                                                        | TfL Rail         |
| Ілфорд               | 4    | Редбрідж            |                                                                                        | TfL Rail         |
| Севен-Кінгс          | 4    | Редбрідж            |                                                                                        | TfL Rail         |
| Гудмейз              | 4    | Редбрідж            |                                                                                        | TfL Rail         |
| Чадуелл-Хіт          | 5    | Баркінг і Дагенем   |                                                                                        | TfL Rail         |
| Ромфорд              | 6    | Гейверінг           | National Rail · London Overground                                                      | TfL Rail         |
| Джидея-парк          | 6    | Гейверінг           |                                                                                        | TfL Rail         |
| Гарольд-вуд          | 6    | Гейверінг           |                                                                                        | TfL Rail         |
| Брентвуд             | 9    | Брентвуд            |                                                                                        | TfL Rail         |
| Шенфілд              | C    | Брентвуд            | National Rail                                                                          | Greater Anglia   |
| Паддінгтон           | 1    | Вестмінстер         | HE                                                                                     | Network Rail     |
| Актон-Майн-Лайн      | 3    | Ілінг               |                                                                                        | TfL Rail         |
| Ілінг-Бродвей        | 3    | Ілінг               | National Rail · Лондонський метрополітен                                               | TfL Rail         |
| Вест-Ілінг           | 3    | Ілінг               | National Rail                                                                          | TfL Rail         |
| Ганвелл              | 4    | Ілінг               |                                                                                        | TfL Rail         |
| Саутолл              | 4    | Ілінг               | National Rail                                                                          | TfL Rail         |
| Гайес-енд-Гарлінгтон | 5    | Гіллінгдон          | National Rail                                                                          | TfL Rail         |
| Хітроу-Центральне    | 6    | Гіллінгдон          | National Rail · Лондонський метрополітен                                               | Heathrow Express |
| Хітроу-Термінал 4    | 6    | Гіллінгдон          | Лондонський метрополітен                                                               | Heathrow Express |
| Вест-Дрейтон         | -    | Гіллінгдон          |                                                                                        | TfL Rail         |
| Айвер                | -    | Саут-Бакс           | National Rail                                                                          | TfL Rail         |
| Ленглі               | -    | Слау                | National Rail                                                                          | TfL Rail         |
| Слау                 | -    | Слау                | National Rail                                                                          |                  |
| Бернем               | -    | Слау                | National Rail                                                                          | TfL Rail         |
| Таплоу               | -    | Бакінгемшир         | National Rail                                                                          | TfL Rail         |
| Мейденгед            | -    | Віндзор і Мейденгед | National Rail                                                                          |                  |
| Твайфорд             | -    | Вокінгем            | National Rail                                                                          |                  |
| Редінг               | -    | Редінг              | National Rail                                                                          | Network Rail     |

## Послуги
Понеділок-субота курсують 6 поїздів на годину від Ліверпуль-стріт до Шенфілда, із зупинками на всіх проміжних станціях;
У неділю Ліверпуль-стріт до Шенфілда, прямують два поїзда на годину, а також два поїзда на годину між Ліверпуль-стріт та Джидеа-Парк.

## Рухомий склад
TfL Rail має рухомий склад British Rail Class 315 та новими British Rail Class 345, побудованими канадською фірмою Bombardier Transportation
З часом потяги Class 315 будуть списані на користь потягів Class 345.
| Клас                           | Фото | Тип | Max. швидкість | Max. швидкість | Вагонів              | Кіл- сть; | Обслуговує маршрут                                 | Побудовано | Роки експлуатації |
| Клас                           | Фото | Тип | mph            | km/h           | Вагонів              | Кіл- сть; | Обслуговує маршрут                                 | Побудовано | Роки експлуатації |
| ------------------------------ | ---- | --- | -------------- | -------------- | -------------------- | --------- | -------------------------------------------------- | ---------- | ----------------- |
| British Rail Class 315         |      | EMU | 75             | 120            | 4                    | 44        | Ліверпуль-стріт—Шенфілд                            | 1980–81    | 2015–2019         |
| British Rail Class 345 Aventra |      | EMU | 90             | 145            | 9 (7 from 2017-2019) | 66        | Редінг та Хітроу-Термінал 4 до Аббі-вуд та Шенфілд | 2015–18    | 2017–сьогодення   |
| BRC 360 Desiro                 |      | EMU | 100            | 160            | 5                    | 5         | Паддінгтон — Хітроу-Термінал 4                     | 2002-05    | 2018–сьогодення   |